# Thomas Helms Verlag
Der Thomas Helms Verlag ist ein Fachverlag für norddeutsche Kultur, Denkmalpflege, Orts- und Landeskunde, Geschichte, Kirchen- und Kunstgeschichte und hat seinen Sitz in Schwerin in Mecklenburg-Vorpommern.

## Geschichte
1994 wurde der Verlag vom Schweriner Fotografen Thomas Helms gegründet, der bis dahin schon die Abbildungen für viele Bücher geschaffen hatte. Unter anderem arbeitete er für den Henschelverlag, die Evangelische Verlagsanstalt, den Union Verlag Berlin, Koehler & Amelang, E. A. Seemann, die Verlage Christiansen, Wachholtz, Edition Temmen, Schnell und Steiner sowie Knaur. Sein Schwerpunkt liegt in der Architekturfotografie, sein besonderes Interesse gilt der Geschichte und Landeskunde Mecklenburgs und Pommerns.
Der Verlag ist Mitglied im Börsenverein des Deutschen Buchhandels.

## Programm
Seit der Gründung des Verlages, der sich zuerst thomasius nannte, sind mehr als 400 Titel entstanden, viele von ihnen in mehreren Auflagen. Schwerpunkte sind u. a. die Landes-, Kultur-, Architektur-, Kirchen- und Kunstgeschichte Mecklenburg und Vorpommerns sowie des Ostseeraumes. Es gibt auch eine Reihe von Titeln zur norddeutschen Zeitgeschichte. Das Programm weist sowohl wissenschaftliche Titel als auch populärwissenschaftliche Veröffentlichungen auf.
Die Reihe „Beiträge zur Architekturgeschichte und Denkmalpflege in Mecklenburg und Vorpommern“, herausgegeben von Sabine Bock, umfasst inzwischen sechzehn gewichtige und zum Teil mehrbändige Veröffentlichungen, in der von Norbert Buske begründeten Reihe „Beiträge zur pommerschen Landes-, Kirchen- und Kunstgeschichte“ sind bereits 18 Titel und in der Reihe „Geschichte. Architektur. Kunst. Beiträge zu den Kulturlandschaften Mecklenburg und Vorpommern“ vier Bände erschienen. Im Dezember 2022 erschien der erste Teil und im Dezember 2023 der zweite Teil der mehrbändigen Veröffentlichung von Sabine Bock: „Herrenhäuser. Manor Houses : Entwicklung eines Bautyps“.

## Autoren und Herausgeber
Zu den Autoren und Herausgebern des Verlages gehören Axel Attula, Sabine Bock, Michael Buddrus, Adrian Bueckling, Norbert Buske, Bodo von Dewitz, Otto Emersleben, Friederike Drinkuth, Dieter Greve, Hellmut Hannes, Ulrich Hermanns, Johannes Hinz, Max Reinhard Jaehn, Volker Janke, Bernd Kasten, Otto Kindt, Ingrid Lent, Günter Möbus,  Ernst Münch, Christian Nieske, Frank Pergande, Jürgen Petersohn, Haik Thomas Porada, Hans Reddemann, Fred Ruchhöft, Dirk Schleinert, Manfred Schukowski, Horst Wernicke, Rainer Wiedemann und viele andere.

## Auszeichnungen
Zwei Autorinnen des Verlages wurden für ihre Manuskripte, die im Verlag zur Veröffentlichung gelangten, mit dem Annalise-Wagner-Preis ausgezeichnet. 2007 erhielt Sabine Bock den Preis für ihre Arbeit Herrschaftliche Wohnhäuser auf den Gütern und Domänen in Mecklenburg-Strelitz. Architektur und Geschichte (Beiträge zur Architekturgeschichte und Denkmalpflege. Band 7.1–3), ISBN 978-3-935749-05-3, und 2016 wurde Friederike Drinkuth für ihre historisch-biografische Skizze über die Herzogin Dorothea Sophie von Mecklenburg-Strelitz (1692–1765) ausgezeichnet, die unter dem Titel Männlicher als ihr Gemahl. Herzogin Dorothea Sophie von Mecklenburg-Strelitz (ISBN 978-3-944033-00-6) im Verlag erschienen ist.